# 張樹桐
張樹桐（1860年—？），字鳳廷，蒙古族，内蒙古卓索图盟喀喇沁中旗人。中华民国初年政治人物。

## 生平
張樹桐少年聰慧，九歲通達蒙文，稍長又精習漢文，有才子之譽。工詩詞，通經史。光緒年間成繙譯進士，於法政學堂畢業。歷任蒙旗司法行政長官、管旗章京等職。
民國元年（1912年），被推舉為北京临时参议院议员，以開邊出知宣慰卓昭兩盟各旗，擔任副都統，獲得四等嘉禾章。次年加入国民党，當選爲第一屆國會眾議院議員。他还任过蒙藏院咨议。